# Capitan Apache
Capitan Apache (Captain Apache) è un film del 1971 diretto da Alexander Singer.
È un film western britannico e spagnolo con Lee Van Cleef, Carroll Baker, Stuart Whitman e Percy Herbert. È basato sui romanzi Captain Apache e Change of Command del 1966 di S. E. Whitman.

## Trama
Vittima di una misteriosa aggressione, il commissario per gli indiani Collier prima di morire, riesce a pronunciare soltanto le parole "Mattino d'aprile". Incaricato di far luce sul caso è capitan Apache, un indiano che si è guadagnato i gradi all'Accademia di West Point. L'ufficiale inizia le indagini ma ogni volta che appare sul punto di mettere le mani su qualche elemento concreto, trova uccise barbaramente le persone implicate nel caso e subisce egli stesso attentati. Finalmente, riesce a scoprire che "Mattino d'aprile" è il nome del treno che dovrà portare in California il presidente Ulysses S. Grant. Il commissario Collier era stato ucciso perché aveva scoperto un complotto diretto ad uccidere il presidente proprio sul treno. Capitan Apache riesce a sventare l'operazione criminosa anche se poi apprende che il presidente Grant era stato sostituito da una controfigura, in previsione di un attentato.

## Produzione
Il film, diretto da Alexander Singer su una sceneggiatura di Philip Yordan e Milton Sperling con il soggetto di S.E. Whitman, fu prodotto da Sperling e Yordan per la Benmar Productions e girato in Spagna.

## Colonna sonora
- Captain Apache cantata da Lee Van Cleef, musica di Dolores Claman, parole di Richard Morris
- April Morning cantata da Lee Van Cleef, musica di Dolores Claman, parole di Richard Morris

## Distribuzione
Il film fu distribuito coi i titoli Captain Apache nel Regno Unito e Capitán Apache in Spagna (dalla Regia Films) nel 1971 al cinema. Fu poi pubblicato per l'home video negli Stati Uniti dalla Hollywood Movie Classics nel 1985.
Altre distribuzioni:
- in Finlandia il 10 settembre 1971 (Kapteeni Apassi e Pääpiru)
- negli Stati Uniti il 27 ottobre 1971 (Deathwork)
- in Svezia il 10 gennaio 1972
- in Cambogia nel 1973
- in Spagna il 27 gennaio 1975 (Madrid)
- in Spagna il 29 settembre 1975 (Barcelona)
- in Spagna il 24 novembre 1975 (Valencia)
- nelle Filippine il 23 ottobre 1979
- in Francia (Captain Apache)
- in Grecia (Captain Apache)
- in Brasile (Capitão Apache)
- in Italia (Capitan Apache)

## Critica
Secondo il Morandini il regista "perde tempo, ritmo e spesso non ricorda se sta facendo un western o un poliziesco". Secondo Leonard Maltin il film è un'"adulazione sfacciata della violenza" piena di stereotipi.

## Promozione
La tagline è: "They Trailed Him...Tailed Him...Tried to Nail Him...NO WAY!!!".